# بنو جامع
بنو جامع, هي سلالة عربية حكمت مدينة قابس، مؤسسها هو مكي بن كامل بن جامع بن دهمان بن علي، سقطت بيد عبد الله بن عبد المؤمن عام 1159.

## التاريخ
كانت قابس محكومة من بنو ولموية خلال الغزو الهلالي، لكن الناس ثاروا عليهم سنة 1095 و ولوا عليهم عمر بن المعز بن باديس، الا أن ذلك لم يعجب أخاه تميم، فاستولى على المدينة و أخضعها، لكن الناس ثاروا من جديد على الحكم الزيري، فاستغلت ذلك بنو زغبة من بنو هلال و استولوا على المدينة مؤقتا، قبل أن يفتكها منهم المناقشة من بني دهمان من بني رياح، و كان ذلك آخر انتصار لرياح على الزغبة و الطرد النهائي لهم من إفريقية، و تولى الأمر زعيم المناقشة مكي بن كامل بن جامع الدهماني، مؤسس سلالة بنو جامع، و كان ذلك عام 1096. اصبحت قابس في عهده ملاذا للمعارضين على حكم بني باديس، فلجأ إليه المثنى بن تميم بعد أن خلعه والده عن ولاية العهد، كما حرض المثنى أمير قابس أن يهاجم الدولة الزيرية، ففعل كامل ذلك، و جهز حملة و صحب معه المثنى و شاه ملك الغزي، فهاجموا صفاقس لكنهم انسحبوا بعد وصول جنود زيريين ثم هاجموا المهدية لكن يحيى بن تميم انتصر عليهم، فانسحب مكي و لم يعد الكرة مرة أخرى. كما لجأ إليه حمو بن مليل البرغواطي عام 1099 بعد سقوط صفاقس، و أقام عنده إلى أن توفي.
توفي مكي عام 1105، و خلفه ابنه رافع، ازدهرت قابس في عهده و تحسنت العلاقات مع المهدية و أميرها الجديد يحيى بن تميم، انشأ رافع الكثير من المباني أشهرها قصر العروسين و وضع نواة أسطول قابس، كما بنى سفينة ضخمة ساعده فيها صديقه يحيى، لكن بعد أن تولى علي بن يحيى تحولت السفينة من رمز للسلام إلى رمز للعداء حيث كره علي هذه السفينة، و لم يرغب أن يكون هناك منافسة تجارية، فجهز حملة عام 1117 لاخضاع قابس و للتحكم بالسفينة، فاستنجد رافع بروجر الثاني، و اختلف المؤرخون فيما حصل بعد ذلك، و سيأخذ بالتي قالت أن أسطول النورمان انسحب دون قتال و أن قابس تعرضت لحصار فاشل (رأي الأغلبية)، و تمادى رافع في عدائه لعلي بن يحيى، و قاد حملة فاشلة على المهدية انتهت به أمام أسوار القيروان، ثم دخلها بعد أن قاتل سكانها، و أقره شيوخ العرب عليها لاحقا، لكن أموال علي بن يحيى غيرتهم عليه فحاربوه و غلبوه و انسحب إلى مدينته قابس، و لولا وساطة الأمير ميمون بن زياد الصخري بينه و بين علي بن يحيى، لخسر رافع حكمه، و انتهت الحملة الكارثية بصلح.
و بعد وفاة رافع تولى رشيد بن كامل، و استقرت قابس في عهده، فأتم بناء قصر العروسين و قصده الشعراء و الأدباء، و ضرب سكته الخاصة: الرشيدية. و بعد وفاة رشيد سنة 1147 تولى ابنه محمد، و قد اختلفت الروايات أيضا في شأنه، و أقربها للحقيقة رواية ابن خلدون والتيجاني التي تقول أنه: خلال عهده كان له مولى ذو نفوذ يدعى يوسف، فما أن خرج محمد لمحاربة عدو له تاركا أحد أبنائه نائبا عليه، حتى انقلب عليه و أعلن الولاء لروجر الثاني.
هناك رواية أخرى أوردها ابن الأثير قالت أنه بعد وفاة رشيد، استبد المولى يوسف بمقاليد الحكم، فاستبعد الابن الأكبر معمر بن رشيد و عيّن الأصغر محمد بن رشيد، و اعتدى يوسف على محارم سيده و من بينهن امرأة من بني قرة، فاشتكت لأخوتها، لكن يوسف رفض تسليمها، فاشتكى معمر بن رشيد و بني قرة للحسن بن علي الذي راسل يوسف في هذا الشأن، لكن المولى رد يهدد بتسليم قابس للنورمان اذا لم يتوقف بنو زيري عن التدخل في شؤونه، و عندما تحرك الحسن نفذ يوسف تهديده، فحاصر الحسن قابس و ثار الناس على الخائن يوسف و قتلوه، فتولى قابس معمر بن رشيد.
و بعد مقتل المولى يوسف، تولى مدافع بن رشيد، و لجأ ابن يوسف و أخ يوسف، عيسى، إلى ملك صقلية طالبين العون، و ادعوا أن مقتل يوسف حصل بسبب تبعيته له، فغضب روجر و حاصر قابس عام 1147، لكنه هُزم.
و تمتعت قابس بفترة من الهدوء و الاستقرار بعد القلاقل و الفتن، فتوافد على بلاطه الشعراء و الأدباء، و يبدوا أن مدافع قد دخل في طاعة صقلية ثم ثار عليها عام 1156,  و مع قدوم الغزو الموحدي، أرسل عبد المؤمن يدعوا مدافع بلطف كي يدخل في طاعته، لكنه لم يجبه، فأرسل إليه عبد المؤمن ابنه عبد الله كي يحاربه، فجمع مدافع أهله وهرب، و اشتبك مع شرذمة من الموحدين في طريقه، و لجئ لبني عوف من عرب طرابلس، و حاول وزيره سلام بن فرحان أن يدافع عن المدينة لكنه هزم و قتل، و بعد سنتين تشجع مدافع، و التقى بعبد المؤمن الذي سامحه و أكرمه، ثم توفي رافع و عمره 90 عام، و بوفاته تنتهي سلالة بنو جامع، و الحكم لله يهبه لمن يشاء.

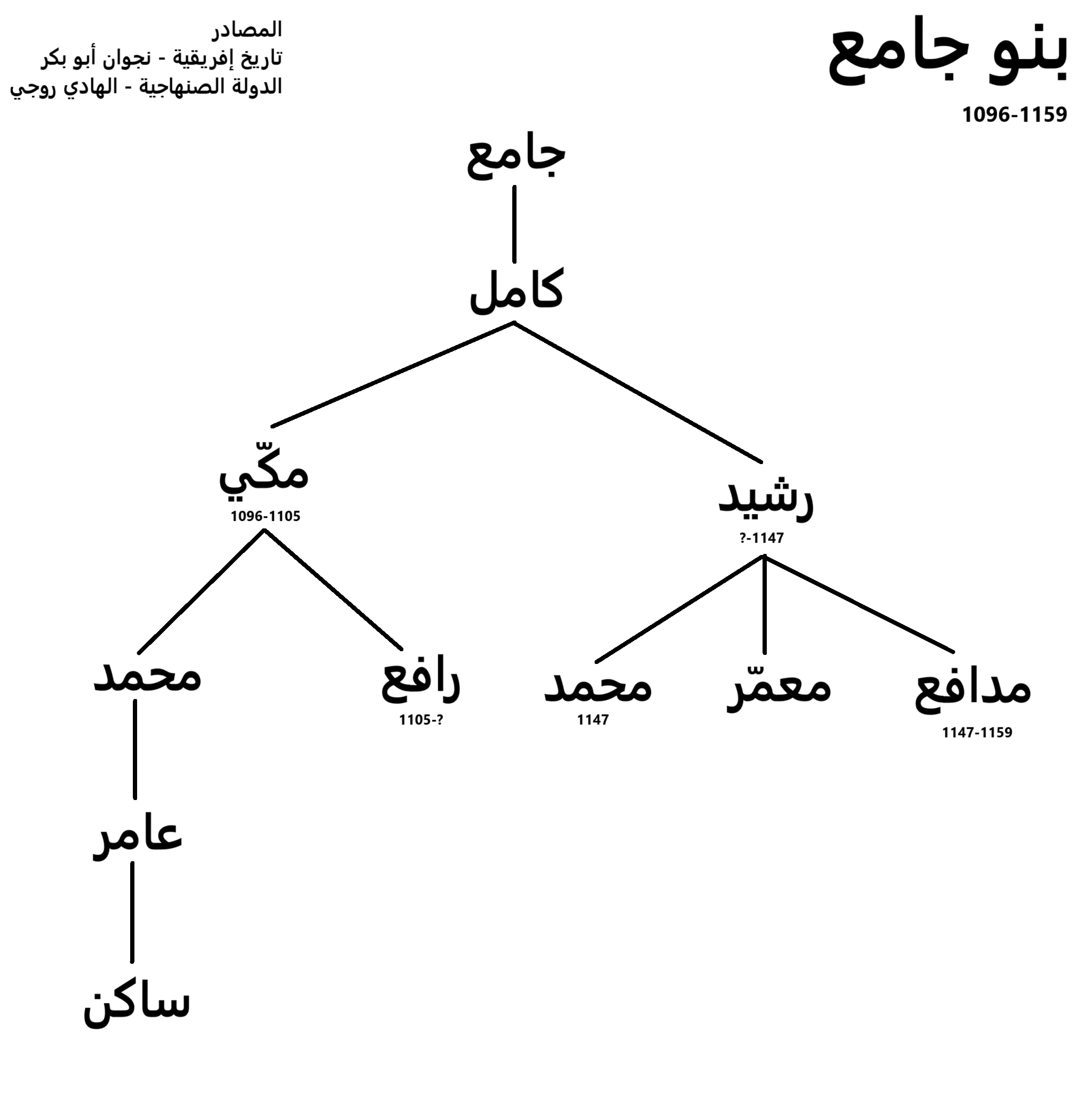
خريطة مصغرة تعرض خط سلالة بنو جامع التي حكمت قابس

## الحكام
- مكي بن كامل بن جامع (1096-1105)
- رافع بن مكي (1105-?)
- رشيد بن كامل (?-1147)
- محمد بن رشيد (1147)
- مدافع بن رشيد (1147-1159)